# Herbert Ballerina
Herbert Ballerina, pseudonimo di Luigi Luciano (Campobasso, 7 marzo 1980), è un comico e attore italiano.

## Biografia

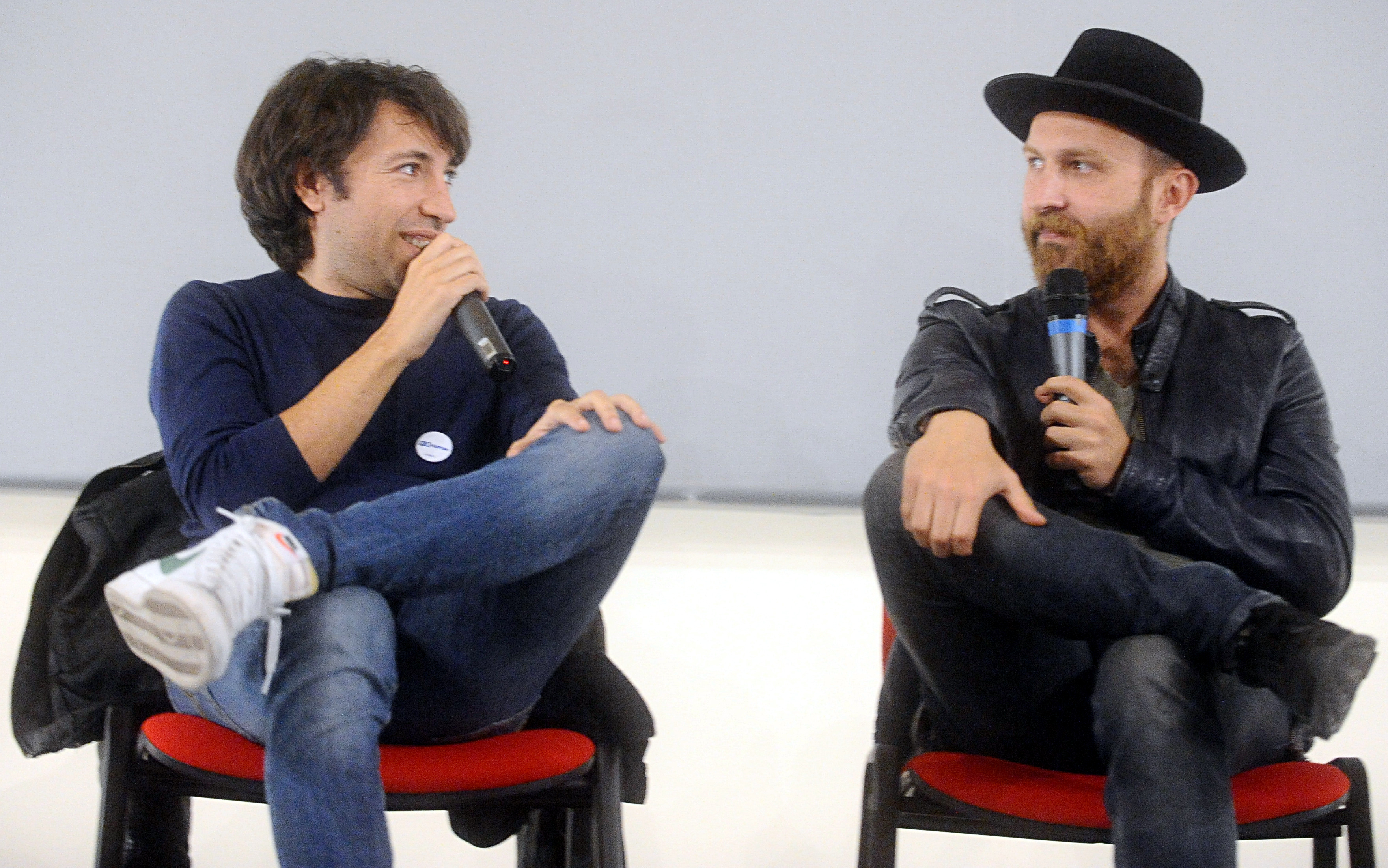
Maccio Capatonda e Herbert Ballerina a Lucca Comics & Games 2016

Dopo essersi laureato al DAMS di Bologna, si trasferisce a Milano entrando a far parte della Shortcut Productions di Marcello Macchia ed Enrico Venti (in arte Maccio Capatonda e Ivo Avido), inizialmente come assistente e poi come attore e autore. Con Marcello Macchia è protagonista, con lo pseudonimo di Herbert Ballerina, di numerosi trailer umoristici trasmessi all'interno dei programmi televisivi Mai dire Lunedì e Mai dire Martedì.
Sempre con la Shortcut Productions partecipa come attore a vari format per la web tv di Fox Italia, Floptv.tv (Drammi medicali, La villa Di Lato, Leggerezze, Mariottide, Piccol) e Tatami per Rai 3. Nel 2011 esordisce al cinema nel film di Checco Zalone Che bella giornata. Dal 24 gennaio 2011 entra a far parte del programma radiofonico Lo Zoo di 105 insieme ai due colleghi Marcello Macchia ed Enrico Venti. Nel 2013 fa parte del cast principale della serie televisiva Mario, dove interpreta principalmente il ruolo di Ginetto, un ragazzo dalle doti intellettive poco spiccate che il padre vuole far diventare giornalista, ma anche il "passante di professione" Pino Cammino divenuto celebre per frasi tormentone come «io ho visto tutto» e «come una catapulta».
Dal 4 giugno 2014, sempre su MTV, è protagonista di Testa di calcio, dove gira per il Brasile in vista dei Mondiali di calcio 2014. Si dichiara tifoso del Napoli. Il 29 gennaio 2015 esce nei cinema il film Italiano medio di Maccio Capatonda, adattamento cinematografico dell'omonimo fake trailer, in cui ha più di una parte. Un anno dopo, entra a Le Iene con il ruolo di Ansiaman. Nel 2016 è protagonista del film Quel bravo ragazzo di Enrico Lando.
L'anno dopo è lo pseudoinviato del PrimaFestival di Sanremo, è il vicesindaco Marino Peluria nel film Omicidio all'italiana ed è nel cast di Colorado. Dal 2018 appare nella trasmissione Quelli che il calcio, accanto a Federico Russo nel cosiddetto Pub, un bar di Milano dal quale si collegano in diretta. Nel 2020 partecipa al programma di Italia 1 Enjoy - Ridere fa bene condotto da Diego Abatantuono e Diana Del Bufalo.
Dal 2021 al 2024 fa parte del programma di Rai 2 Bar Stella, al fianco di Stefano De Martino, interpretando il barista Luciano. Partecipa inoltre alle principali produzioni non-fiction di Amazon Prime Video: la terza edizione di LOL - Chi ride è fuori, dove arriva terzo, la quarta di Celebrity Hunted in coppia con Brenda Lodigiani, e la prima di Red Carpet - Vip al tappeto. Entra poi a fare parte del cast della nona e decima edizione di Stasera tutto è possibile, e, dopo essere apparso nei trailer di Capatonda nella stagione precedente, della quarta edizione del GialappaShow di Sky.

## Filmografia

### Attore

#### Cinema
- Che bella giornata, regia di Gennaro Nunziante (2011)
- Italiano medio, regia di Maccio Capatonda (2015)
- On Air - Storia di un successo, regia di Davide Simon Mazzoli (2016)
- Quel bravo ragazzo, regia di Enrico Lando (2016)
- Omicidio all'italiana, regia di Maccio Capatonda (2017)
- L'agenzia dei bugiardi, regia di Volfango De Biasi (2019)
- Appena un minuto, regia di Francesco Mandelli (2019)
- In Vacanza su Marte, regia di Neri Parenti (2020)
- La Befana vien di notte 2 - Le origini, regia di Paola Randi (2021)
- Beata te, regia di Paola Randi (2022)
- Il viaggio leggendario, regia di Alessio Liguori (2023)
- Rido perché ti amo, regia di Paolo Ruffini (2023)
- Uomini da marciapiede, regia di Francesco Albanese (2023)
- La guerra dei nonni , regia di Gianluca Ansanelli (2023)
- Dobbiamo stare vicini, regia di Gianluca Mattei e Mario Sanzullo (2024)
- Esprimi un desiderio, regia di Volfango De Biasi (2025)

#### Televisione
- Mario – serie TV (2013-2014)
- Testa di calcio - Herbert in Brasile – serie TV, 6 episodi (2014)
- Mariottide – serie TV (2016)
- The Generi – serie TV, 2 episodi (2018)
- Tutta colpa di Freud, regia di Rolando Ravello – serie TV, episodio 1x08 (2021)
- Pesci piccoli - Un'agenzia. Molte idee. Poco budget – serie TV, episodio 1x01 (2023)
- Sono Lillo 2, regia di Eros Puglielli – serie TV (2024)

#### Web
- Drammi medicali – webserie (2009-2010)
- Leggerezze – webserie (2009)
- La villa Di Lato – webserie (2009)
- Sexy Spies – webserie (2009)
- Chiamando Palmiro – webserie (2009)
- Casa Mariottide – webserie (2011)
- Babbala e il ragazzo idiota – webserie (2012)
- Bob Torrent - webserie (2015)
- Natale a Roccaraso, regia di Mauro Russo – mediometraggio (2018)

### Doppiatore
- South Park (S.16x01) - Operaio TSA, Jimmy Buzz, Taglialegna

### Concorrente
- LOL - Chi ride è fuori (2023)
- Celebrity Hunted: Caccia all'uomo (2024)
- Stasera tutto è possibile (2024-2025)
- Red Carpet - Vip al tappeto (2024)
- foodish (2025)

## Televisione
- Mai dire...
- All Music Show
- Tatami
- Ma anche no
- Lo Zoo di 105
- Stop & gol
- Le Iene
- PrimaFestival (inviato)
- Colorado (2017)
- Quelli che il calcio (2018)
- Enjoy - Ridere fa bene (Italia 1, 2020)
- Bar Stella (Rai 2, 2021-2023)
- Il giovane Old (RaiPlay, 2021-2022)
- Stasera tutto è possibile (Rai 2, dal 2023)
- Da Natale a Santo Stefano (Rai 2, 2023)
- GialappaShow (TV8, 2024)
- Red Carpet - Vip al tappeto (Prime Video, 2025) – concorrente
- Obbligo o verità (Rai 2, 2025)
- Affari tuoi - Speciale (Rai 1, 2025)